# Johann Gottlieb Näser (Orgelbauer, 1754)
Johann Gottlieb Näser (auch Naeser, Neser, Neserer, Näher) (* 1754 in Fraustadt; † 1816 in Ansbach) war ein deutscher Orgelbauer.

## Leben
Johann Gottlieb Näser war Sohn von Johann Gottlieb Näser. Er war ab 1746 als Orgelbauer tätig. Ein Orgelneubau konnte in Neunstetten nachgewiesen werden.